# Verbrechertisch

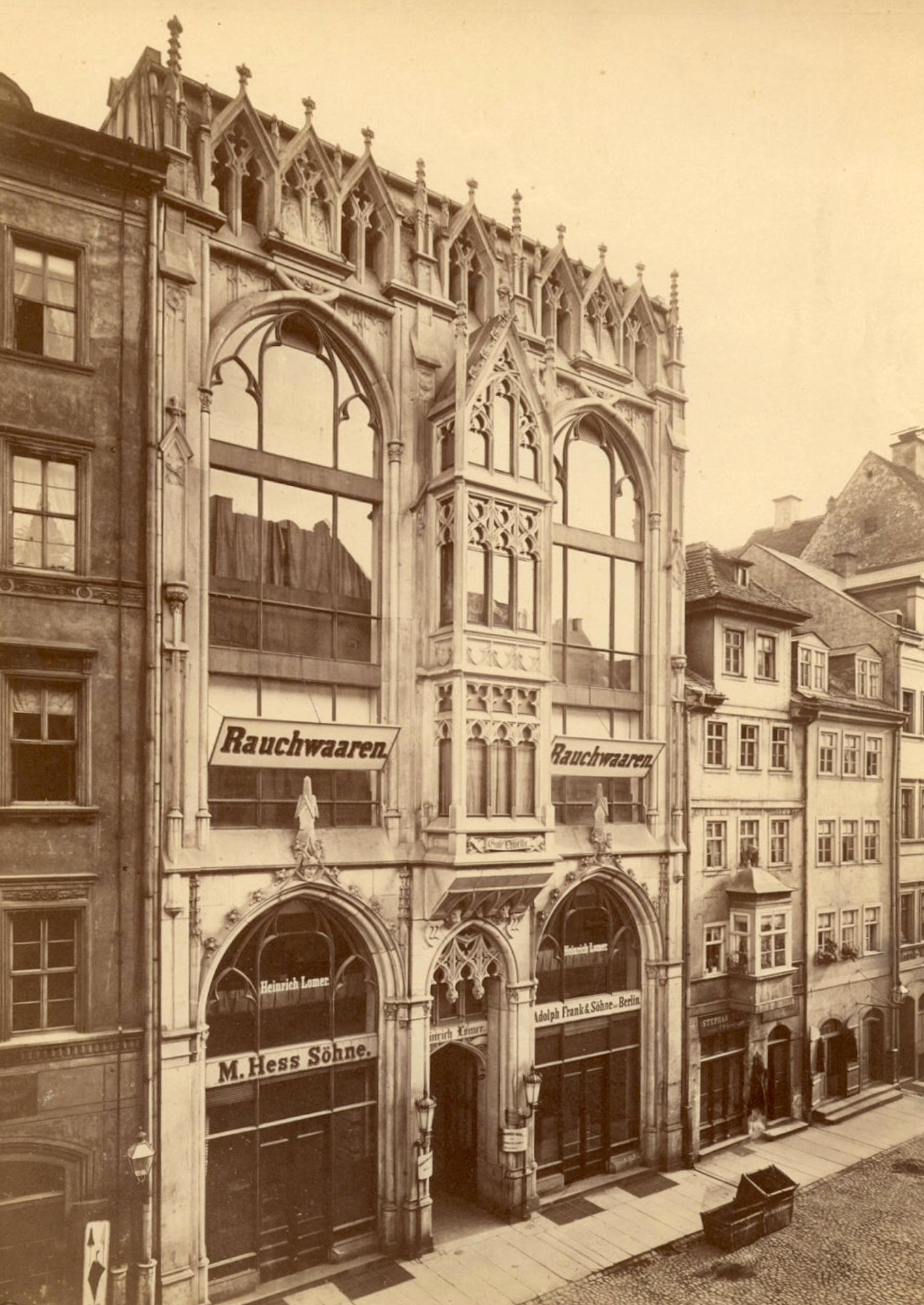
Das Haus am Leipziger Brühl, in dem sich der Gasthof „Zur Guten Quelle“ befand

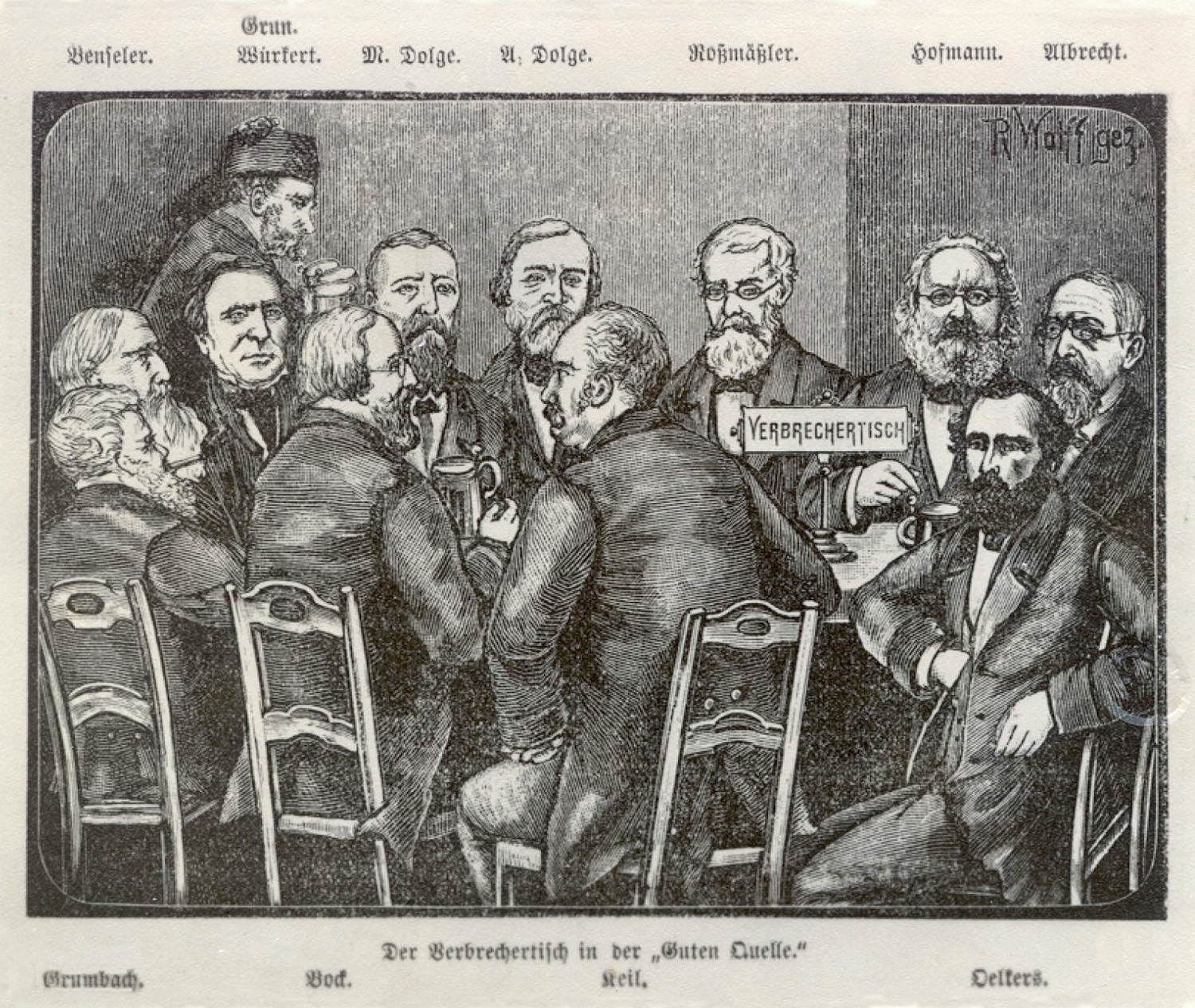
Der versammelte Verbrechertisch

Die Inschrift auf dem Verbrechertisch

Werbemarke des Gasthofs „Gute Quelle“

Der Verbrechertisch von Leipzig war seit der Mitte des 19. Jahrhunderts eine Versammlung eines Teils der geistigen Elite der Stadt, die demokratischer und fortschrittlicher Gesinnung war. Es handelte sich dabei um Überlebende der Revolution von 1848, die sich dem Geist von Robert Blum verpflichtet fühlten. Die Versammlungen fanden im Kellerlokal „Zur Guten Quelle“ am Brühl statt, das Gebäude ist nicht mehr erhalten. Als Versammlungsort war der Verbrechertisch auch für die beginnende deutsche Arbeiterbewegung von Bedeutung.

## Verbrechertisch in Leipzig
Am Verbrechertisch waren nur Personen zugelassen, die folgenden Kriterien entsprachen: 
„Die illustre Gesellschaft in der „Guten Quelle“ gliederte sich in „seßhafte“ Mitglieder, sie hatten „gesessen“, in „zugelassene“, sie gehörten ihrer politischen Überzeugung nach dazu, hatten aber keine Haftstrafen hinter sich, und in Gäste, gelegentliche Teilnehmer der Zusammenkünfte oder „seßhafte“. Jeder, der an dieser seltsamen Stammtischrunde teilnehmen wollte, musste ein feierliches Aufnahmeverfahren über sich ergehen lassen, gleichgültig, um welchen Status er sich bewarb.“
 Es bedeutete demnach eine Auszeichnung, an diesem Tisch Platz nehmen zu dürfen.
Den Tisch ziert folgende mit einem Eichenlaubkranz umrahmte Inschrift: „Aller treu Gedenken, die mit uns gestrebt, kann der Tod doch kränken keinen, der gelebt. 1856“. Damit ist vermutlich das Jahr seiner Einweihung genannt.
Auf der Tischplatte sind sowohl im Eichenlaub als auch am Randband des Tisches die Namen derer zu lesen, die an ihm saßen.

Zu ihnen gehörten Gelehrte wie u. a. die Naturforscher Emil Adolf Roßmäßler und Alfred Brehm, Erzähler bzw. Schriftsteller wie August Peters und Hermann Marggraff. Würkert trat häufig als demokratischer Vortragsredner auf. Auch Theodor Apel und Ernst Keil, der Verleger der Gartenlaube, waren an ihm vertreten. August Bebel erwähnte den Verbrechertisch in seiner Autobiografie. Er schrieb: 

„Nicht im Gegensatz, sondern vielmehr in Ergänzung der Zusammenkünfte im Hotel de Saxe stand die Restauration zur Guten Quelle auf dem Brühl, ein damals eben gebautes großes Kellerlokal, dessen Wirt der Achtundvierziger Grun war. In der einen Ecke jenes Lokals stand ein großer runder Tisch, der der Verbrechertisch hieß. Das besagte, daß hier nur die ehrwürdigen Häupter der Demokratie Platz nehmen durften, die zu Zuchthaus oder Gefängnis verurteilt worden waren oder die man gemaßregelt hatte. Öfter traf beides zu. Da saßen Roßmäßler, Dolge, der wegen seiner Beteiligung am Maiaufstand zum Tode verurteilt worden war, nachher zu lebenslänglichem Zuchthaus begnadigt wurde und dann acht Jahre in Waldheim gesessen hatte. Zu den „Verbrechern“ gehörten weiter Dr. Albrecht, der in unserem Verein Stenographie lehrte, Dr. Burckhardt, Dr. Peters, Friedrich Ölkers, Dr. Fritz Hofmann, Gartenlaube-Hofmann genannt, usw. Wir Jungen rechneten es uns zur besonderen Ehre an, wenn wir an diesem Tisch in Gesellschaft der Alten ein Glas Bier trinken durften. […]“

 Der von Bebel genannte Dr. Peters war kein anderer als August Peters, der Ehemann der Frauenrechtlerin Louise Otto-Peters. Unter den auswärtigen Gästen befand sich der Schriftsteller Fritz Reuter. Der genannte [August] Dolge war laut Fellmann der einzige, der zunächst zum Tode, später zu lebenslänglicher Haft verurteilt war und schließlich amnestiert wurde. Er war somit der „Ranghöchste“ an diesem Tisch. Er gründete 1858 in Leipzig eine Pianofabrik. Sein Sohn Alfred Dolge ging in die USA und gründete dort eine Fabrik, in der u. a. Resonanzböden für Pianos hergestellt wurden. Die amerikanische Stadt Dolgeville geht auf ihn zurück. Dass Wilhelm Liebknecht an dem Tisch saß, ist zwar denkbar, aber nicht sicher, zumal selbst Walter Fellmann und Bebel ihn diesbezüglich nicht nennen. Im Hotel de Saxe, wie Bebel erwähnt, waren u. a. Wilhelm und Karl Liebknecht vertreten.
Der Verbrechertisch in Leipzig befindet sich im Stadtgeschichtlichen Museum. Er ist seit 11. Dezember 2011 im Ausstellungsteil Moderne Zeiten des Museums zu besichtigen. Bernd-Lutz Lange beschreibt ihn in seinem Buch Das Leben ist ein Purzelbaum.

## Verbrechertisch in Berlin
In Berlin gab es um den Literaten Otto Erich Hartleben seit 1896 einen Kreis, der sich ebenfalls Verbrechertisch nannte. Zur Stammbesetzung, die eine antibürgerliche Einstellung vertrat, gehörten Rudolf Steiner, Otto Julius Bierbaum und Paul Scheerbart. Im Treffpunkt Nollendorf-Casino in der Kleiststraße trafen sich neben anderen auch Käthe Kollwitz, Else Lasker-Schüler, Stefan Zweig, Erich Mühsam und Margarete Beutler. Ein Erinnerungsstück, wie den Leipziger Verbrechertisch im dortigen Stadtgeschichtlichen Museum, gibt es in Berlin wohl nicht.